# حصاد

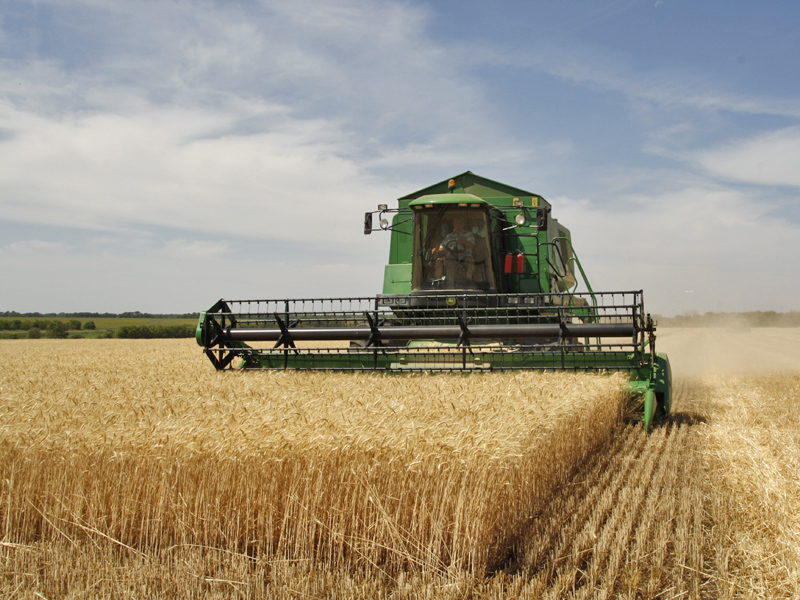
حصاد زراعي في فولجوجراد أوبلاست، روسيا

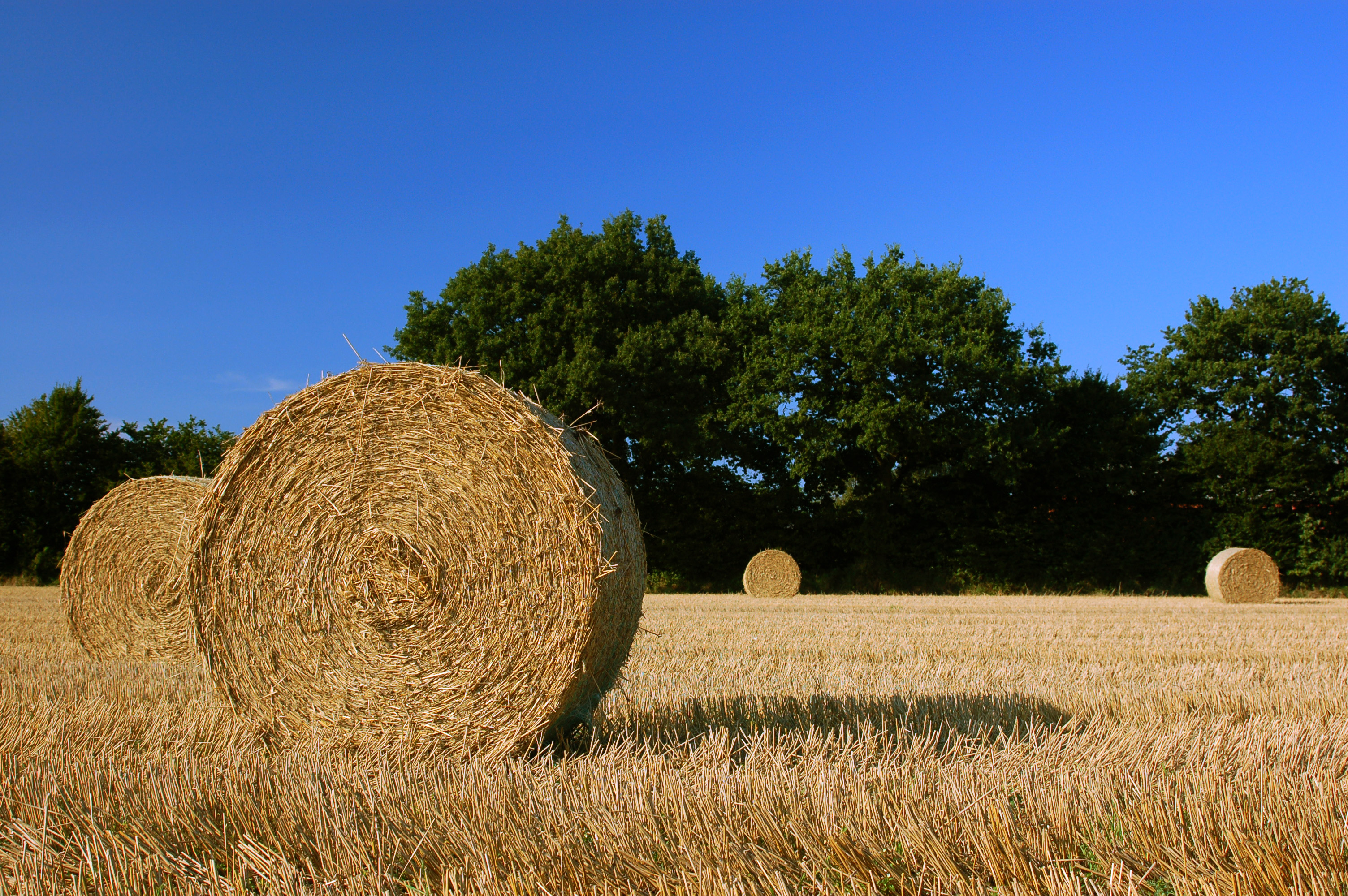
قش تبن في أحد حقول شلسفيغ هولشتاين، ألمانيا.

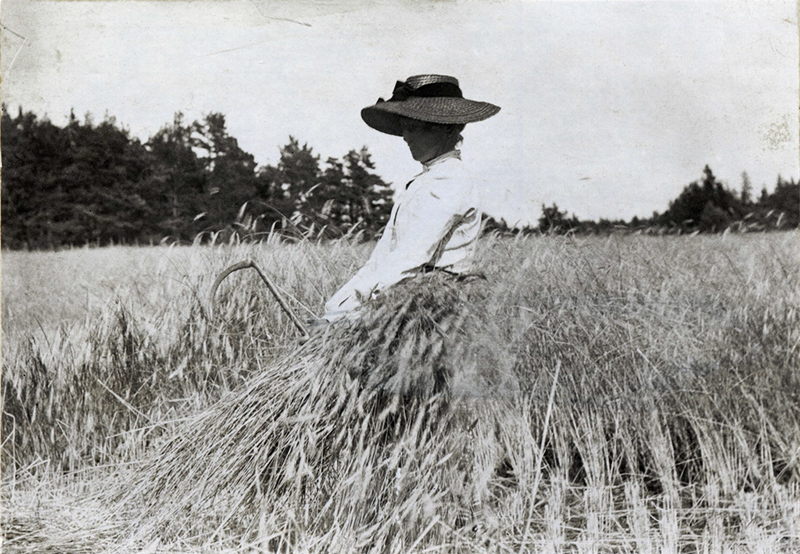
حصاد شيلم مزروع في جوتلند,السويد 1900–1910.

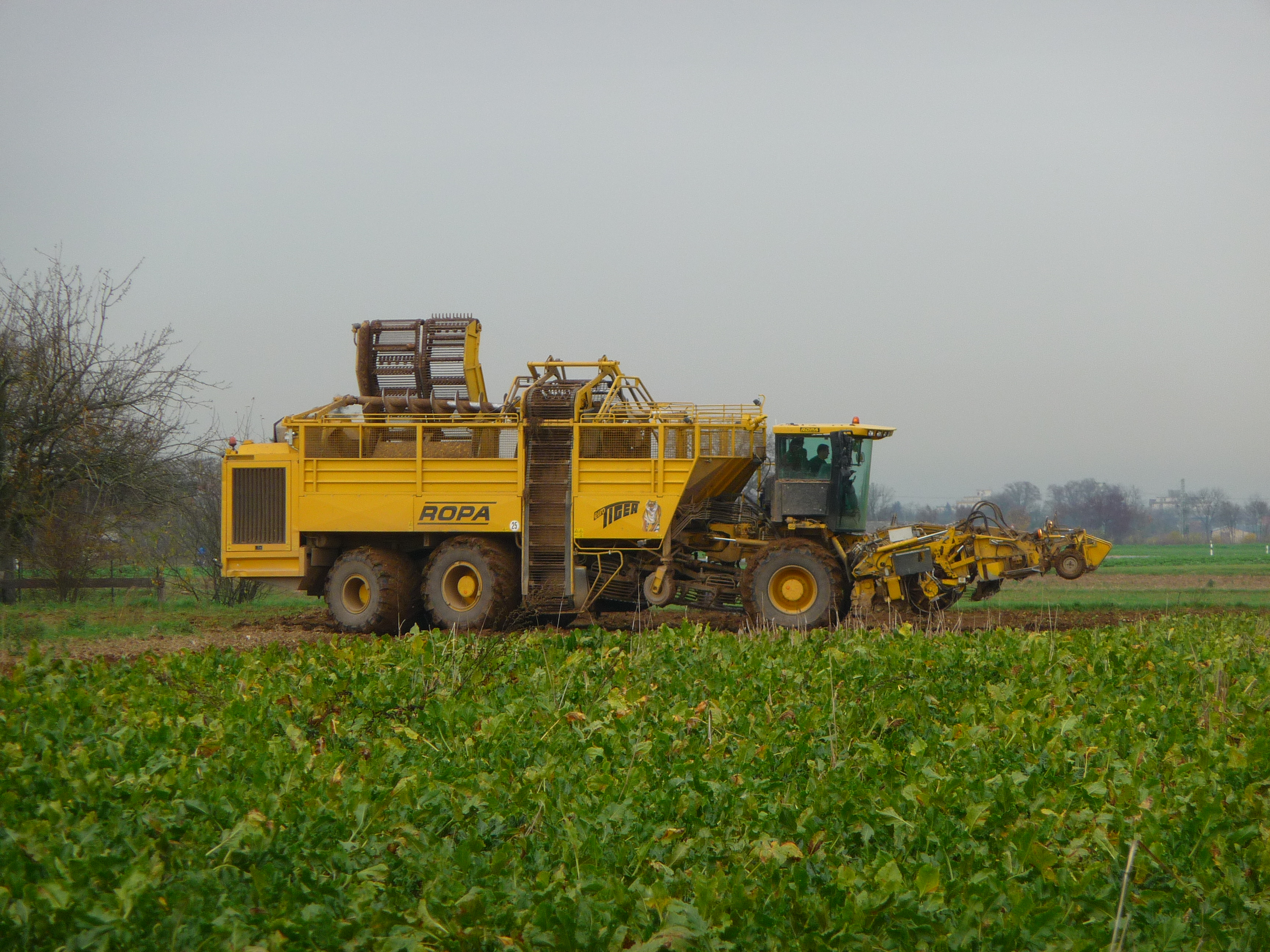
حصادة شمندر سكري في بادن-فورتمبيرغ، ألمانيا.

الحصاد هو عملية جني المحصول اليانع من الحقول. الجني هو قطع الحبوب أو البقول للحصاد، باستخدام المحش أو المنجل. ويكون الحصاد هو أكثر عمل متطلب جسديًا في موسم النمو في المزارع الصغيرة حيث تقل الميكنة. أما في المزارع الأكثر ميكنةً، يُستَخدم في الحصاد أكثر الآلات الزراعية غلوًا وتعقيدًا، مثل الحصادة. وقد زادت ميكنة العمليات من كفاءة كلٍ من عمليات البذر والحصاد. وقد تم استخدام أدوات مخصصة للحصد مُوَظِفَةً الأحزمة النقّالة لمحاكاة امساك الحبوب بخفة ونقلها لمسافات طويلة وبأحجام كبيرة مما يستبدل الأعمال اليدوية الخاصة بإزالة الشتلات. وقد يتضمن مصطلح «حَصد» عامةً معالجات ما بعد الحصاد مباشرةً، متضمنًا التنظيف، الفرز، التغليف، والتبريد.
يدل إكمال عملية الحصاد على نهاية موسم النمو، أو الدورة الزراعية لمحصولٍ ما، وأهمية هذا الحدث اجتماعيًا قد جعلته موضع تركيز الاحتفالات الموسمية مثل احتفالات الحصاد الموجودة بالعديد من الديانات.

## أصل الكلمة
«الحصاد» هو اسم، مأخوذ من الفعل حَصَدَ بمعنى «قطع الزرع» وقد ارتبط الفعل من هنا بالعديد من الأفعال التي تتسم بالحصد، الجمع، التخزين ولها علاقة بالمحاصيل، أو الأسماء التي ترتبط بالنهايات الموسمية. أما باللغة الإنجليزية فكلمة حصاد تعني «Harvest» وهي اسمٌ وفعل مشتق من الكلمة الإنجليزية القديمة hærfest، والتي تعني «خريف»، «وقت الحصاد»، أو «أغسطس». (ولا زالت تعني «الخريف» في العامية البريطانية وتعني «موسم جمع المحاصيل» عامةً.)

## فشل المحصول
فشل المحصول (ويعرف أيضًا بفشل الحصاد) هو عبارة عن غياب أو نقص كبير في ناتج المحصول مقارنةً بما كان متوقعًا، وهذا يكون ناتجًا لتضرر، موت، أو دمار النباتات المنتجة للمحصول، أو تأثرهم بشكلٍ ما حيث تفشل في إنتاج فاكهةٍ تؤكل، بذور، أو أوراق بالكمية المتوقعة.
قد يرجع سبب فشل المحصول إلى الأحداث الكارثية مثل انتشار أمراض النباتات (انظر مثال المجاعة الكبرى (إيرلندا))، هطول الأمطار الغزير، الثورات البركانية، العواصف، الفيضانات، أو الجفاف، أو بتأثيرٍ أبطئ وتراكمي، تدهور التربة، ملوحة التربة العالية، التعرية، التصحر، في أغلب الأحيان نتيجة التصريف، أو السحب الزائد أو الافراط في السماد، أو الاستهلاك المفرط.
تاريخيًا، تسبب فشل المحصول والمجاعات المترتبة عليه في هجرات بشرية، هجرات قروية، الخ.
تسَبَبَ تكاثر الزراعات الأحادية الصناعية، مع تخفيض تنوع محاصيلها واعتمادها على استخدام السماد الصناعي الكثيف ومبيدات الآفات في تربةٍ مفرطة الاستهلاك بالكاد قادرة على التجدد. مع مرور السنين، قللت الزراعة الغير مستدامة من جودة التربة وخصوبتها وناتج المحصول. ومع تنامي تعداد سكان العالم بشكل ثابت والزيادة السكانية المحلية، أصبح أقل حد من تقليل الناتج مساويًا لفشلٍ جزئي للمحصول. ولحسن الحظ، فإن الأسمدة تتجنب الحاجة إلى تجديد التربة في المقام الأول، وتحُولُ التجارة الدولية دون تحَوُلْ فشل المحاصيل المحلية إلى مجاعات.

## استخدامات أخرى

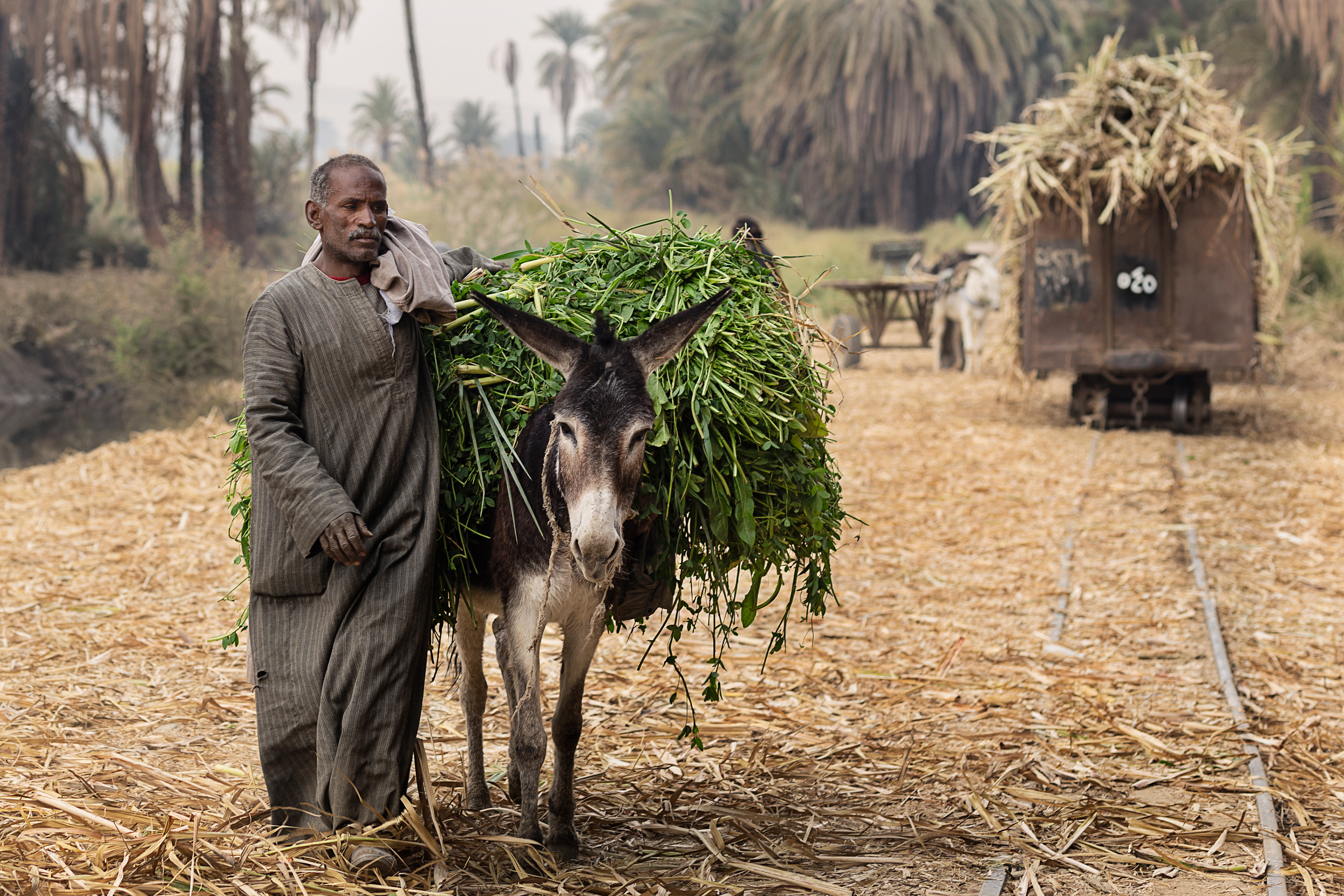
رجل عائد من الحقل يحمل محصوله على حماره

يشير الحصاد بشكل عام إلى الحبوب والمنتوج، لكن له يمكن أن يستخدم أيضًا ليشير إلى: الصيد والتحطيب. يستخدم المصطلح أيضًا إشارةً لجني الأعناب لصناعة النبيذ. وفي سياق الري، حصد المياه يقصد به جمع مياه الأمطار الفائضة لأغراض الزراعة أو للاستخدامات المنزلية. بدلًا من الحصاد، يستخدم مصطلح الاستغلال أيضًا فيما يتعلق باستغلال المزارع السمكية وموارد المياه. حصد الطاقة هي عملية إمساك وحفظ الطاقة (مثل الطاقة الشمسية، الطاقة الحرارية، طاقة الرياح، تدرجات الملوحة، والطاقة الحركية) التي قد يتم تركها دون استغلال. حصد الأجساد، أو حصد الجثث، وهي عملية جمع وتحضير الجثث لدراستها تشريحيًا. وفي جانبٍ مشابه، حصاد الأعضاء هو إزالة الأعضاء والأنسجة من جسد المتبرع لأغراض الزرع في جسدٍ آخر.
الحصاد أو الحصاد المحلي في كندا تشير إلى الصيد البري، صيد الأسماك، وجمع النباتات من قِبَل الشعوب الأولى، الميتيس والإينوي، في نقاشات السكان الأصلين أو اتفاقية الحقوق. على سبيل المثال، في اتفاقية جويتشين الشاملة بشأن مطالبة الأراضي، «الحصاد يعني جمع، اصطياد، اصطياد بالتفخيخ، أو اصطياد الأسماك...» وبالمثل، في اتفاقية تيلكو لمطالبة الأراضي والحكم الذاتي، ««الحصاد» يعني، فيما له علاقة بالحياة البرية، الصيد، الصيد بالفخاخ، وصيد الأسماك، وفيما له علاقة بالنباتات والأشجار من تجميعٍ وقطع.»
في السياق الغير-زراعي، «الحصاد» هو مبدأ اقتصادي معروف كحدث انتهائي أو حدث سيولة. على سبيل المثال، إذا أراد شخصٌ أو عملٌ ما أن يترك منصبه الامتلاكي لها ويأخذ نصيبه من الشركة وينهي استثماره في المنتج، يعرف هذا باستراتيجية الحصاد.